# 黎保德
黎保德，CMG（英語：Ian Macdonald Lightbody，1921年8月19日—2015年3月10日），英國殖民地官員，1945年加入香港政府任政務官、1966年任新界民政署長、1968年任防衛司、1969年任香港節統籌主任、1971年任徙置事務處長、1973年獲港督麥理浩爵士起用為首任房屋司兼香港房屋委員會主席、至1977年調任行政司。1978年從政府退休後，旋獲任命為公務員敘用委員會主席，至1980年卸任返英定居。
在港期間，黎保德嘗任市政局、立法局和行政局官守議員，1948年獲奉委官守太平紳士，1974年元旦獲英廷授予CMG勳銜。